# Ndava
Ndava è un comune del Burundi situato nella provincia di Mwaro con 57.284 abitanti (censimento 2008).

## Geografia antropica

### Suddivisioni amministrative
Il comune è suddiviso in 20 colline.